# Meelis Atonen

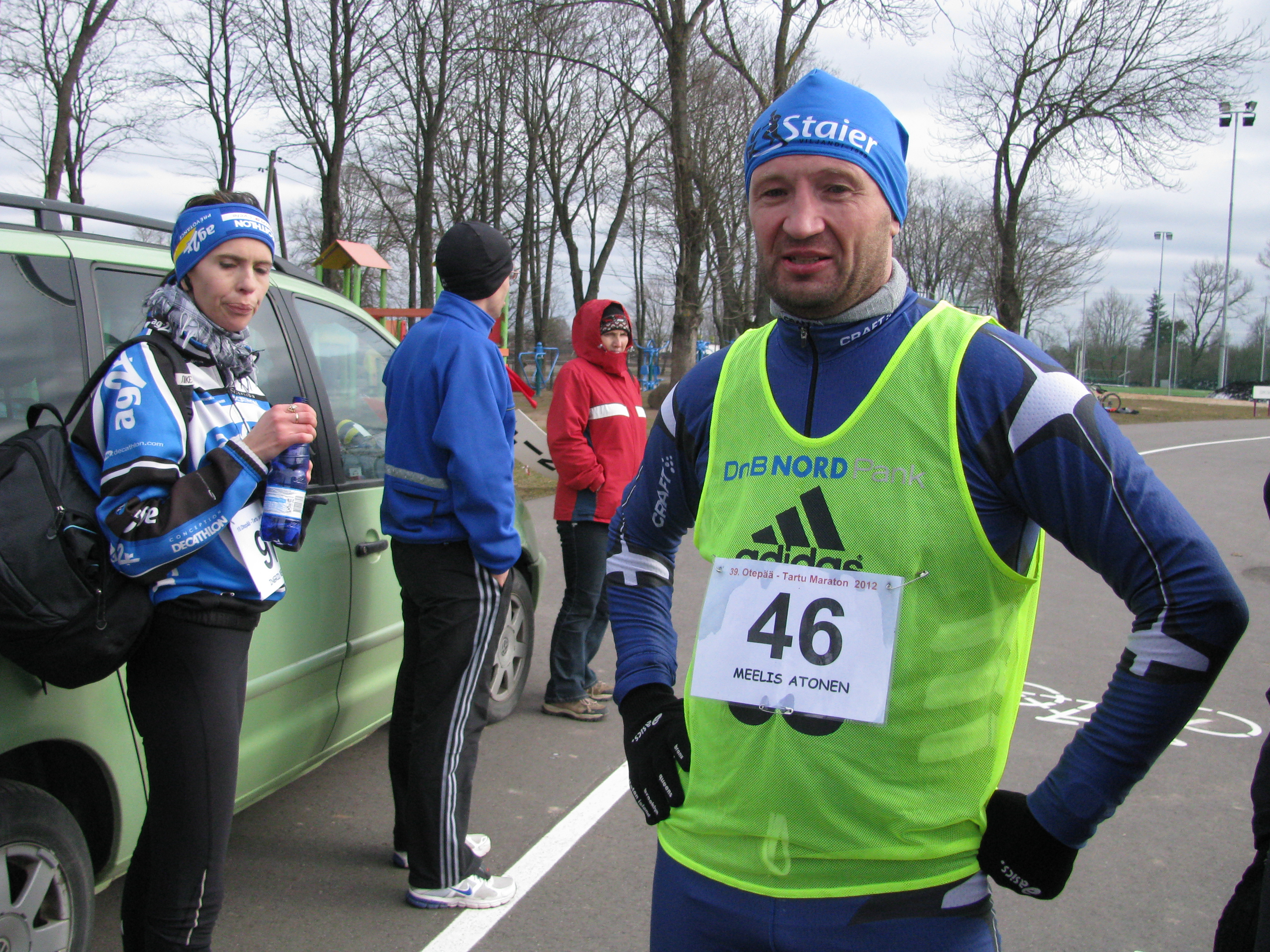
Meelis Atonen als Marathonläufer (2012)

Meelis Atonen (* 5. Dezember 1966 in Viljandi) ist ein estnischer Politiker.

## Leben
Meelis Atonen schloss 1985 die Mittelschule in Viljandi ab. Von 1985 bis 1989 studierte er Mathematik an der Staatlichen Universität Tartu und von 1989 bis 1992 Russistik an der Pädagogischen Universität Tallinn.
1994 trat Atonen der liberalen Estnischen Reformpartei (Eesti Reformierakond) bei. 1993/94 war er Mitarbeiter der Parlamentsfraktion, 1994 Referent im estnischen Verteidigungsministerium, von 1994 bis 1996 Bürgermeister von Valga und 1997/98 Parteireferent. Von 1996 bis 2002 war Atonen Mitglied des Stadtrats Valga.
Von 1999 bis 2003 war Meelis Atonen Abgeordneter im estnischen Parlament (Riigikogu). Vom 10. April 2003 bis 13. September 2004 bekleidete er das Amt des Wirtschafts- und Kommunikationsministers der Republik Estland im Kabinett von Ministerpräsident Juhan Parts. Seit 2004 ist Atonen erneut Abgeordneter des Parlaments.
Daneben ist er seit Anfang der 90er Jahre als Unternehmer tätig und Mitglied zahlreicher Aufsichtsräte.

## Privatleben
Meelis Atonen ist verheiratet. Er hat eine Tochter und einen Sohn.